# 拉帕爾馬 (昆迪納馬卡省)

拉帕爾馬是哥倫比亞的城鎮，位於該國中部，由昆迪納馬卡省負責管轄，距離首府波哥大150公里，始建於1561年，面積191平方公里，海拔高度1,270米，2005年人口9,396。
5°25′N 74°25′W / 5.417°N 74.417°W